# Diastylopsis diaphanes
Diastylopsis diaphanes är en kräftdjursart som beskrevs av John Todd Zimmer 1907. Diastylopsis diaphanes ingår i släktet Diastylopsis och familjen Diastylidae. Inga underarter finns listade i Catalogue of Life.